# Hospital de la Santa Creu

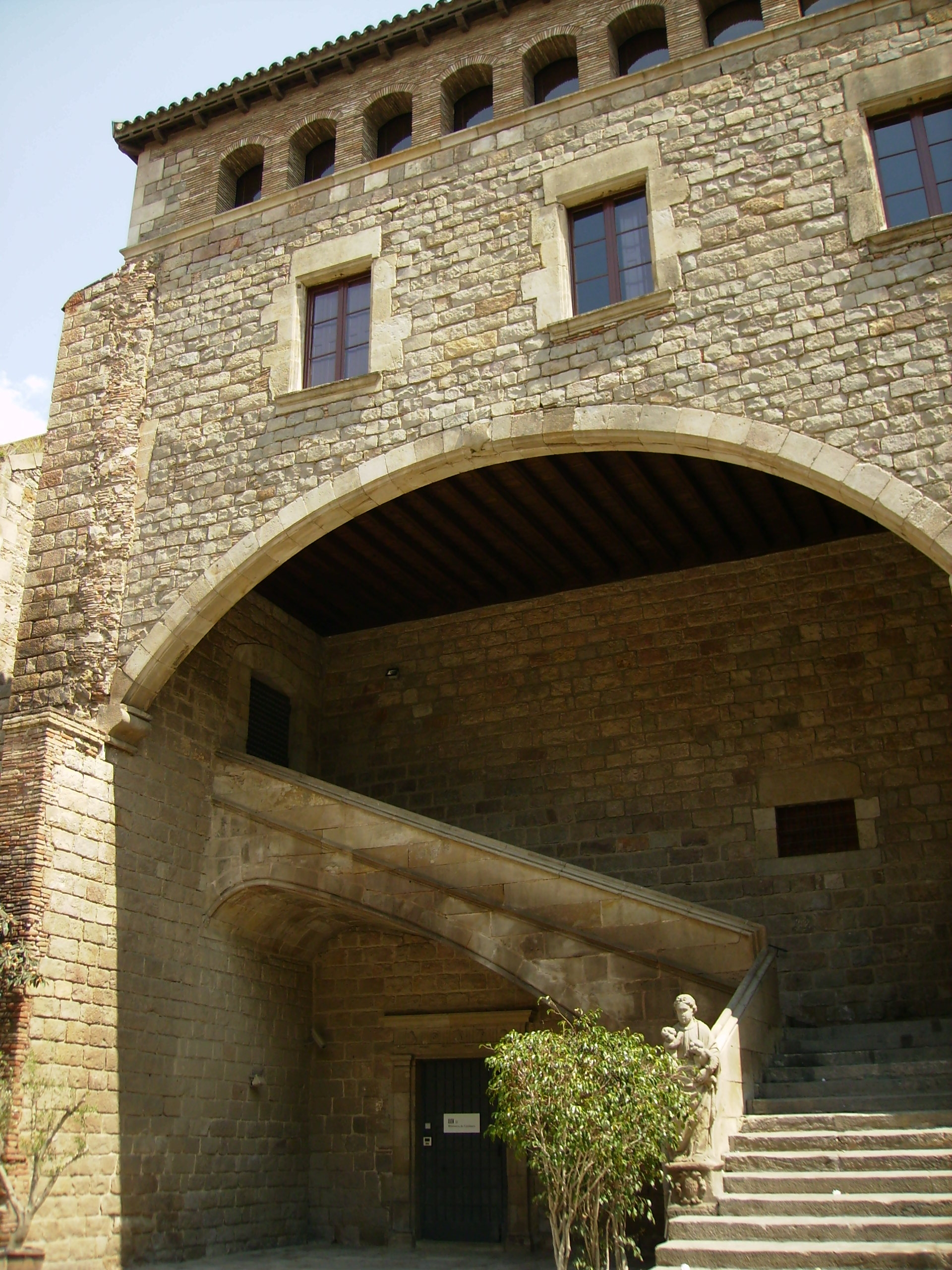
På bilden syns en av det två monumentala trappor som uppfördes 1585 mot klostergården

Hospital de la Santa Creu, Det heliga korsets sjukhus, var Barcelonas huvudsakliga sjukhus under mer än 500 år. Ursprungligen uppfört under åren 1401–1414 av arkitekten Guillem Abiell. Sjukhusets uppförande ratificerades med en bulla av motpåven Benedictus XIII. 

## Historia
Sjukhuset tillkom efter att Barcelonas medeltida stadsråd Consell de Cent kommit fram till att stadens 6 mindre sjukhus inte klarade av de många pestutbrott som härjade Barcelona under 1300-talet. Istället skulle det uppföras en enda stor byggnad för att effektivisera den för tiden ofta kaotiska administreringen av stadens sjukvård. Byggande av sjukhuset påbörjades 1401 och avslutades 1414. Ett sjukhus ursprungligen uppfört på 900-talet Hospital de la Santa Creu i Santa Eulàlia fick ge namn åt det nya sjukhuset. Material till byggandet togs bland annat ifrån färdighuggen sten avsedd för ett aldrig påbörjat slott till den regerande kungen Martin I av Aragonien även kallad Martin den humane. Den ursprungliga ritningen avsåg en byggnad i tidstypisk klostermodell med fyra sidobyggnader runt en klostergård, i slutändan färdigställdes bara tre av sidorna.  
Sjukhuset kom att byggas ut och byggas om i etapper. 1440–1444 uppfördes en kyrka delvis från resterna av Hospital d'en Colom, ett av de sjukhus som ersattes av Hospital de la Santa Creu. Under 1500-talet genomgick sjukhuset stora om och tillbyggnader som ökade antalet sängplatser från 400 till 5000 vilket gjorde sjukhuset till en av de största välgörenhets institutionerna i hela Europa. Dödligheten låg runt 25 % och i medeltal stannade patienterna i 3 veckor. Mellan 1629 och 1680 uppfördes konvalescensbyggnaden Casa de la Convalescència vilken ses som den första i sitt slag i Spanien. Sjukhuset tjänade som Barcelonas huvudsjukhus fram till 1911 vartefter verksamheten i etapper flyttades över till det nybyggda och delvis färdigställda Hospital de Sant Pau. 1921 köptes byggnaden av Barcelona stad för två och en halv miljon peseta, drygt hälften av det ursprungliga överenskomna priset. Detta som en följd av att byggnaden inte kunde övertas förrän 1930 då Hospital de Sant Pau färdigställts. I byggnaden inrättade Barcelonas stadshus det Katalanska biblioteket Biblioteca de Catalunya. I byggnadskomplexet inryms idag även en del av stadsarkivet, Institutet för det Katalanska språket Institut d'Estudis Catalans samt en bibliotekarie skola. 1931 utsågs byggnaden till historiskt monument av nationellt intresse.